# Canada aux Jeux olympiques d'hiver de 2010
Le Canada est pays hôte des XXIes Jeux olympiques d'hiver, ces troisièmes Jeux organisés après les Jeux d'été à Montréal en 1976 et les Jeux d'hiver à Calgary en 1988. La délégation canadienne compte 206 sportifs dans toutes les disciplines et a comme objectif de terminer première au classement du nombre de médailles. En 2006 à Turin, le Canada avait terminé 3e de ce classement avec 26 médailles, en 2010 les prédictions situent entre 28 et 34 médailles nécessaires pour terminer premier. Le programme À nous le podium débuté en 2005, avec un financement de 117 millions de dollars, doit permettre aux athlètes canadiens de pratiquer leur sport à haut niveau dans les meilleures conditions.
Un autre désir du Canada pour ces Jeux olympiques, est d'obtenir une première médaille d'or olympique en sol canadien. Ni à Montréal, ni à Calgary un sportif canadien n'était monté sur la plus haute marche du podium. Le 14 février, le skieur de bosses Alexandre Bilodeau remporte le titre attendu. Avec 14 médailles d'or à la fin des jeux, le Canada devient le pays ayant obtenu le plus grand nombre de médailles d'or lors d'une édition de Jeux Olympiques d'hiver (le record étant de 13 précédemment)

## Cérémonies d'ouverture et de clôture

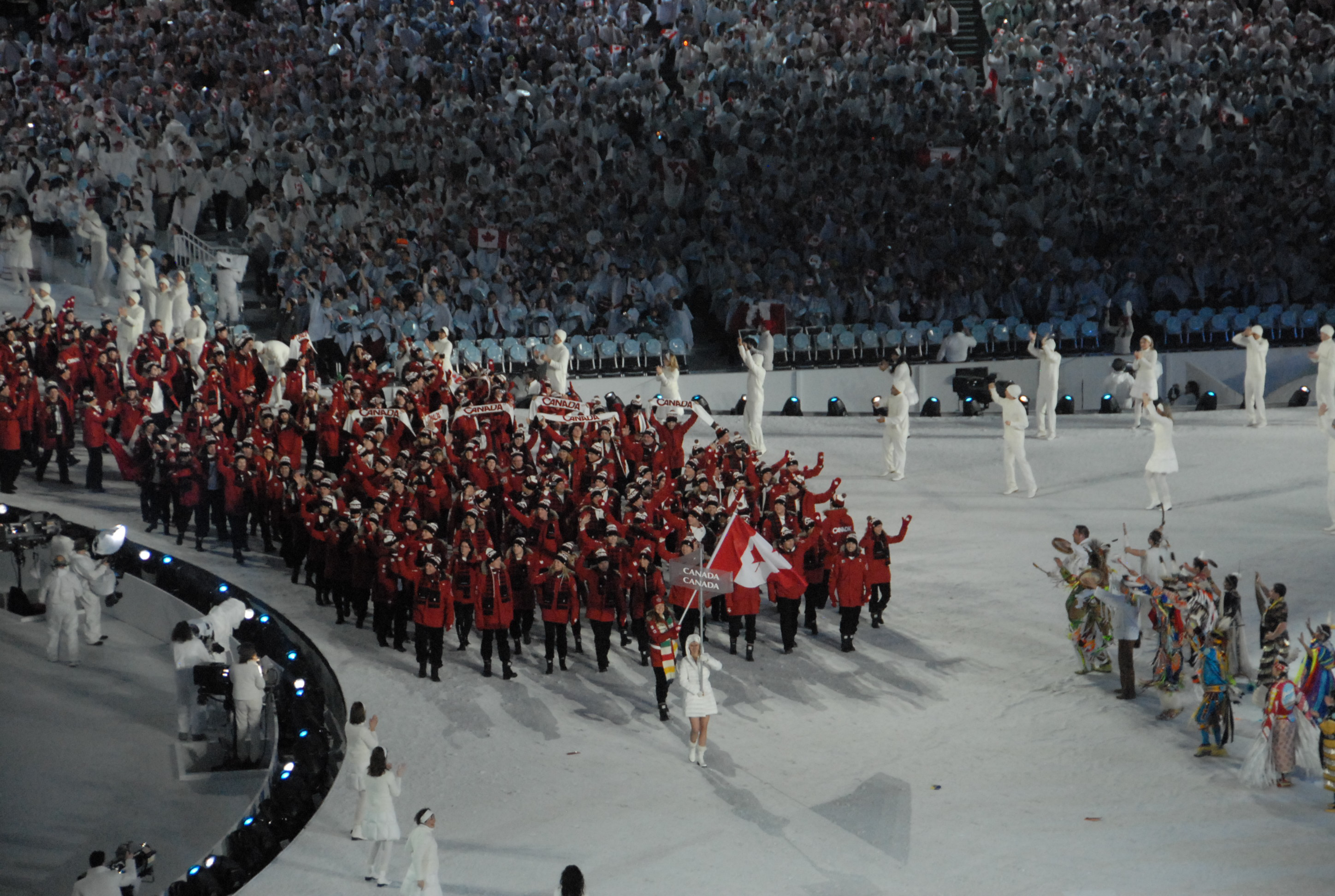
Entrée de la délégation canadienne lors de la cérémonie d'ouverture.

Comme cela est de coutume, la Grèce, berceau des Jeux olympiques, ouvre le défilé des nations, tandis que le Canada, en tant que pays organisateur, ferme la marche. Cette cérémonie est dédiée au lugeur géorgien Nodar Kumaritashvili, mort la veille après une sortie de piste durant un entraînement. Le porte-drapeau du pays est la patineuse de vitesse Clara Hughes.
Lors de la cérémonie de clôture qui se déroule également au BC Place Stadium, les porte-drapeaux des différentes délégations entrent ensemble dans le stade olympique et forment un cercle autour du chaudron abritant la flamme olympique. Le drapeau canadien est alors porté par la patineuse artistique Joannie Rochette.

## Médailles

### Or
| Sport                                | Discipline                    | Sportifs | Performance    |
| ------------------------------------ | ----------------------------- | --- | -------------- |
| Médailles d'Or : 14                  |                               | |                |
| Ski acrobatique                      | Bosses hommes                 | Alexandre Bilodeau | 26,75 points   |
| Snowboard                            | Cross femmes                  | Maëlle Ricker | 1re position   |
| Patinage de vitesse                  | 1 000 m femmes                | Christine Nesbitt | 1 min 16 s 56  |
| Skeleton                             | Skeleton hommes               | Jon Montgomery | 3 min 29 s 73  |
| Patinage artistique                  | Danse sur glace               | Tessa Virtue Scott Moir | 221,57 points  |
| Ski acrobatique                      | Ski cross femmes              | Ashleigh McIvor | 1re position   |
| Bobsleigh                            | Bobsleigh à deux féminin      | Kaillie Humphries Heather Moyse | 3 min 32 s 28  |
| Hockey sur glace                     | Compétition féminine          | Charline Labonté Kim St-Pierre Shannon Szabados Carla MacLeod Becky Kellar Colleen Sostorics Meaghan Mikkelson Catherine Ward Tessa Bonhomme Meghan Agosta Rebecca Johnston Cherie Piper Gillian Apps Caroline Ouellette Jayna Hefford Jennifer Botterill Haley Irwin Hayley Wickenheiser Sarah Vaillancourt Gina Kingsbury Marie-Philip Poulin | 1re place      |
| Patinage de vitesse sur piste courte | 500 m hommes                  | Charles Hamelin | 40 s 981       |
| Patinage de vitesse sur piste courte | Relais 5 000 m hommes         | Charles Hamelin François Hamelin Olivier Jean Francois-Louis Tremblay | 6 min 44 s 224 |
| Patinage de vitesse                  | Poursuite par équipes hommes  | Mathieu Giroux Denny Morrison Lucas Makowsky | 3 min 41 s 37  |
| Snowboard                            | Slalom géant parallèle hommes | Jasey Jay Anderson | 1re position   |
| Curling                              | Compétition masculine         | Kevin Martin John Morris Marc Kennedy Ben Hebert Adam Enright | 1re place      |
| Hockey sur glace                     | Compétition masculine         | Martin Brodeur Roberto Luongo Marc-André Fleury Dan Boyle Drew Doughty Duncan Keith Scott Niedermayer Chris Pronger Brent Seabrook Shea Weber Patrice Bergeron Sidney Crosby Ryan Getzlaf Dany Heatley Jarome Iginla Patrick Marleau Brenden Morrow Rick Nash Corey Perry Mike Richards Eric Staal Joe Thornton Jonathan Toews                  | 1re place      |

### Argent
| Sport                                | Discipline               | Sportifs                                                                   | Performance    |
| ------------------------------------ | ------------------------ | -------------------------------------------------------------------------- | -------------- |
| Médailles d'Argent : 7               |                          |                                                                            |                |
| Ski acrobatique                      | Bosses femmes            | Jennifer Heil                                                              | 25,69 points   |
| Snowboard                            | Cross hommes             | Mike Robertson                                                             | 2e position    |
| Patinage de vitesse sur piste courte | 500 m femmes             | Marianne St-Gelais                                                         | 43 s 707       |
| Patinage de vitesse                  | 1 500 m femmes           | Kristina Groves                                                            | 1 min 57 s 14  |
| Bobsleigh                            | Bobsleigh à deux féminin | Helen Upperton Shelley-Ann Brown                                           | 3 min 33 s 13  |
| Patinage de vitesse sur piste courte | Relais 3 000 m femmes    | Jessica Gregg Kalyna Roberge Marianne St-Gelais Tania Vicent               | 4 min 09 s 137 |
| Curling                              | Compétition féminine     | Cheryl Bernard Susan O'Connor Carolyn Darbyshire Cori Bartel Kristie Moore | 2e place       |

### Bronze
| Sport                                | Discipline                | Sportifs                                                 | Performance   |
| ------------------------------------ | ------------------------- | -------------------------------------------------------- | ------------- |
| Médailles de Bronze : 5              |                           |                                                          |               |
| Patinage de vitesse                  | 3 000 m femmes            | Kristina Groves                                          | 4 min 04 s 84 |
| Patinage de vitesse                  | 5 000 m femmes            | Clara Hughes                                             | 6 min 55 s 73 |
| Patinage artistique                  | Individuel femmes         | Joannie Rochette                                         | 202,64 points |
| Patinage de vitesse sur piste courte | 500 m hommes              | Francois-Louis Tremblay                                  | 46 s 366      |
| Bobsleigh                            | Bobsleigh à quatre hommes | Lyndon Rush David Bissett Lascelles Brown Chris Le Bihan | 3 min 24 s 85 |

## Engagés par sport

### Biathlon
- Zina Kocher
- Jean Philippe Le Guellec
- Robin Clegg
- Megan Tandy
- Brendan Green
- Megan Imrie
- Rosanna Crawford
- Marc-Andre Bédard

### Bobsleigh
- Pierre Lueders
- Heather Moyse
- Helen Upperton
- David Bissett
- Lascelles Brown
- Kaillie Humphries
- Lyndon Rush
- Chris Le Bihan
- Jesse Lumsden
- Justin Kripps
- Shelley-Ann Brown
- Neville Wright

### Combiné nordique
- Jason Myslicki

### Curling
Hommes 
- Kevin Martin
- Adam Enright
- John Morris
- Ben Hebert
- Marc Kennedy

Femmes 
- Cheryl Bernard
- Corinne Bartel
- Carolyn Darbyshire-McRorie
- Susan O'Connor
- Kristie Moore

### Hockey sur glace
| Hommes Gardiens : - Roberto Luongo (Canucks de Vancouver) - Martin Brodeur (Devils du New Jersey) - Marc-André Fleury (Penguins de Pittsburgh) Défenseurs : - Dan Boyle (Sharks de San Jose) - Drew Doughty (Kings de Los Angeles) - Duncan Keith (Blackhawks de Chicago) - Scott Niedermayer (Ducks d'Anaheim) - Chris Pronger (Flyers de Philadelphie) - Brent Seabrook (Blackhawks de Chicago) - Shea Weber (Predators de Nashville) Ailiers : - Patrice Bergeron (Bruins de Boston) - Sidney Crosby (Penguins de Pittsburgh) - Ryan Getzlaf (Ducks d'Anaheim) - Dany Heatley (Sharks de San Jose) - Jarome Iginla (Flames de Calgary) - Patrick Marleau (Sharks de San Jose) - Brenden Morrow (Stars de Dallas) - Rick Nash (Blue Jackets de Columbus) - Corey Perry (Ducks d'Anaheims) - Mike Richards (Flyers de Philadelphie) - Eric Staal (Hurricanes de la Caroline) - Joe Thornton (Sharks de San Jose) - Jonathan Toews (Blackhawks de Chicago) | Femmes Gardiens : - Charline Labonté (Université McGill) - Kim St-Pierre (Stars de Montréal) - Shannon Szabados (Université Grant MacEwan) Défenseurs : - Tessa Bonhomme (Oval X-Treme de Calgary) - Carla MacLeod (Oval X-Treme de Calgary) - Becky Kellar (Barracudas de Burlington) - Colleen Sostorics (Oval X-Treme de Calgary) - Meaghan Mikkelson (Chimos d'Edmonton) - Catherine Ward (Université McGill) Ailiers : - Meghan Agosta (Mercyhurst College) - Gillian Apps (Thunder de Brampton) - Jennifer Botterill (Chiefs de Mississauga) - Jayna Hefford (Thunder de Brampton) - Haley Irwin (Duluth de l'Université du Minnesota) - Rebecca Johnston (Université Cornell) - Gina Kingsbury (Oval X-Treme de Calgary) - Caroline Ouellette (Stars de Montréal) - Cherie Piper (Oval X-Treme de Calgary) - Marie-Philippe Poulin (College Dawson) - Sarah Vaillancourt (Université Harvard) - Hayley Wickenheiser (Eskilstuna Linden) |

### Luge
- Alex Gough
- Regan Lauscher
- Jeffrey Christie
- Meaghan Simister
- Ian Cockerline
- Mike Moffat
- Samuel Edney
- Chris Moffat
- Justin Snith
- Tristan Walker

### Patinage artistique
- Joannie Rochette  (individuel femmes)
- Jessica Dubé
- Anabelle Langlois
- Bryce Davison
- Patrick Chan
- Tessa Virtue et Scott Moir  (danse sur glace)
- Cynthia Phaneuf
- Vaughn Chipeur
- Paul Poirier
- Vanessa Crone
- Cody Hay

### Patinage de vitesse sur piste courte
- François-Louis Tremblay (Relais 5 000 m) (500 m)
- Kalyna Roberge  (Relais 3 000 m)
- Charles Hamelin (500 m) (Relais 5 000 m)
- Tania Vicent  (Relais 3 000 m)
- Jessica Gregg  (Relais 3 000 m)
- Valérie Maltais
- Olivier Jean (Relais 5 000 m)
- François Hamelin (Relais 5 000 m)
- Guillaume Bastille
- Marianne St-Gelais  (500 m)  (Relais 3 000 m)

### Patinage de vitesse
- Clara Hughes  (5 000 m)
- Cindy Klassen
- Kristina Groves  (3 000 m),  (1 500 m)
- Denny Morrison
- Shannon Rempel
- Jeremy Wotherspoon
- Brittany Schussler
- Christine Nesbitt  (1 000 m)
- François-Olivier Roberge
- Michael Ireland
- Jamie Gregg
- Mathieu Giroux
- Anastasia Bucsis
- Tamara Oudenaarden
- Lucas Makowsky
- Kyle Parrott (Turgeon)

### Saut à ski
- Stefan Read
- Trevor Morrice
- MacKenzie Boyd-Clowes
- Eric Mitchell

### Skeleton
- Mellisa Hollingsworth
- Jeff Pain
- Michelle Kelly
- Jon Montgomery
- Amy Gough
- Mike Douglas

### Ski acrobatique
- Jennifer Heil
- Steve Omischl
- Veronika Bauer
- Kristi Richards
- Warren Shouldice
- Alexandre Bilodeau
- Kyle Nissen
- Vincent Marquis
- Chloé Dufour-Lapointe
- Maxime Gingras
- Pierre-Alexandre Rousseau
- Ashleigh McIvor
- Christopher Del Bosco
- Julia Murray
- Kelsey Serwa
- Danielle Poleschuk
- David Duncan
- Stanley Hayer

### Ski alpin
- Erik Guay
- Emily Brydon
- Brigitte Acton
- Manuel Osborne-Paradis
- Michael Janyk
- Patrick Biggs
- Ryan Semple
- Shona Rubens
- Britt Janyk
- Marie Michelle Gagnon
- Tyler Nella
- Anna Goodman
- Louis-Pierre Helie
- Erin Mielzynski
- Jeffrey Frisch
- Robbie Dixon
- Julien Cousineau
- Georgia Simmerling
- Brad Spence
- Jan Hudec
- Trevor White
- Marie-Pier Préfontaine

### Ski de fond
- Sara Renner
- Devon Kershaw
- Chandra Crawford
- George Grey
- Drew Goldsack
- Gordon Jewett
- Brian McKeever
- Madeleine Williams
- Ivan Babikov
- Stefan Kuhn
- Brent McMurtry
- Daria Gaiazova
- Brittany Webster
- Perianne Jones
- Alex Harvey

### Surf des neiges
- Brad Martin
- Jasey-Jay Anderson
- Alexa Loo
- Maëlle Ricker
- Dominique Maltais
- Mercedes Nicoll
- Justin Lamoureux
- Sarah Conrad
- François Boivin
- Andrew Neilson
- Kimiko Zakreski
- Jeffrey Batchelor
- Matthew Morison
- Michael Lambert
- Palmer Taylor
- Michael Robertson
- Caroline Calvé
- Rob Fagan